# Train of Thought
Train of Thought är det amerikanska progressiv metal-bandet Dream Theaters sjunde studioalbum, utgivet 2003 av skivbolaget Elektra Records. Det är noterbart tyngre än bandets tidigare album, detta som ett medvetet val av bandet att skapa ett "klassiskt heavy metal-album".

## Låtlista
1. "As I Am" –7:47
2. "This Dying Soul" – 11:28
3. "Endless Sacrifice" – 11:24
4. "Honor Thy Father" – 10:14
5. "Vacant" – 2:58
6. "Stream of Consciousness" (instrumental) – 11:16
7. "In the Name of God" – 14:15

Text: John Petrucci (spår 1, 3, 7), Mike Portnoy (spår 2, 4), James LaBrie (spår 5)
Musik: John Petrucci/John Myung/Jordan Rudess/Mike Portnoy (spår 1–4, 6, 7), John Myung/Jordan Rudess (spår 5)

## Medverkande
Dream Theater
- James LaBrie – sång
- John Myung – basgitarr
- John Petrucci – gitarr
- Mike Portnoy – trummor
- Jordan Rudess – keyboard

Bidragande musiker
- Eugene Friesen – cello (på "Vacant")

Produktion
- John Petrucci, Mike Portnoy – producent
- Doug Oberkircher – ljudtekniker
- Kieran Pardias, Brian Harding, Yohei Goto, Dan Bucchi – assisterande ljudtekniker
- Kevin Shirley – ljudmix
- Howie Weinberg – mastering
- Roger Lian – digital redigering
- Anita Marisa Boriboon – omslagsdesign
- Jerry Uelsmann – omslagskonst